# Hipódromo de Son Pardo
El hipódromo de Son Pardo es un hipódromo situado en la ciudad de Palma de Mallorca (Baleares) España. En él se práctica la equitación. Hasta hace poco tan solo se realizaban carreras de caballos, porque sus instalaciones estaban hechas para este uso. Tenían una pista con forma ovalada pero vacía y de césped para carreras, pero se decidió hacer una pista de salto, también de césped, que en Mallorca no había aún. Tan sólo se ha usado una vez, pero con gran éxito, ya que el césped aguantó mucho más de lo que esperaban. 
También tiene unas instalaciones muy aptas para este deporte; unas gradas muy grandes y cuadras para los animales. El hipódromo posee un restaurante de bufé libre.
Son Pardo está situado entre la prisión y el conservatorio de música. También tiene una pista para carros pero esta es de arena.
Concretamente se encuentra en el kilómetro 3 de la Ma-11 (Carretera de Palma a Sóller).